# Vehlin
Vehlin ist ein Ortsteil der Gemeinde Gumtow im Landkreis Prignitz in Brandenburg.

## Geografie
Der Ort liegt 8 Kilometer südwestlich von Gumtow und 23 Kilometer südöstlich von Perleberg. Die Umgebung ist durch eine offene Agrarlandschaft geprägt und nur im Südwesten der Gemarkung sind kleinere Waldstücke vorhanden.
Die Nachbarorte sind Kunow, Beckenthin und Döllen im Norden, Schönhagen und Görike im Osten, Söllenthin und Netzow im Süden, sowie Klein Leppin und Schrepkow im Westen.

## Geschichte

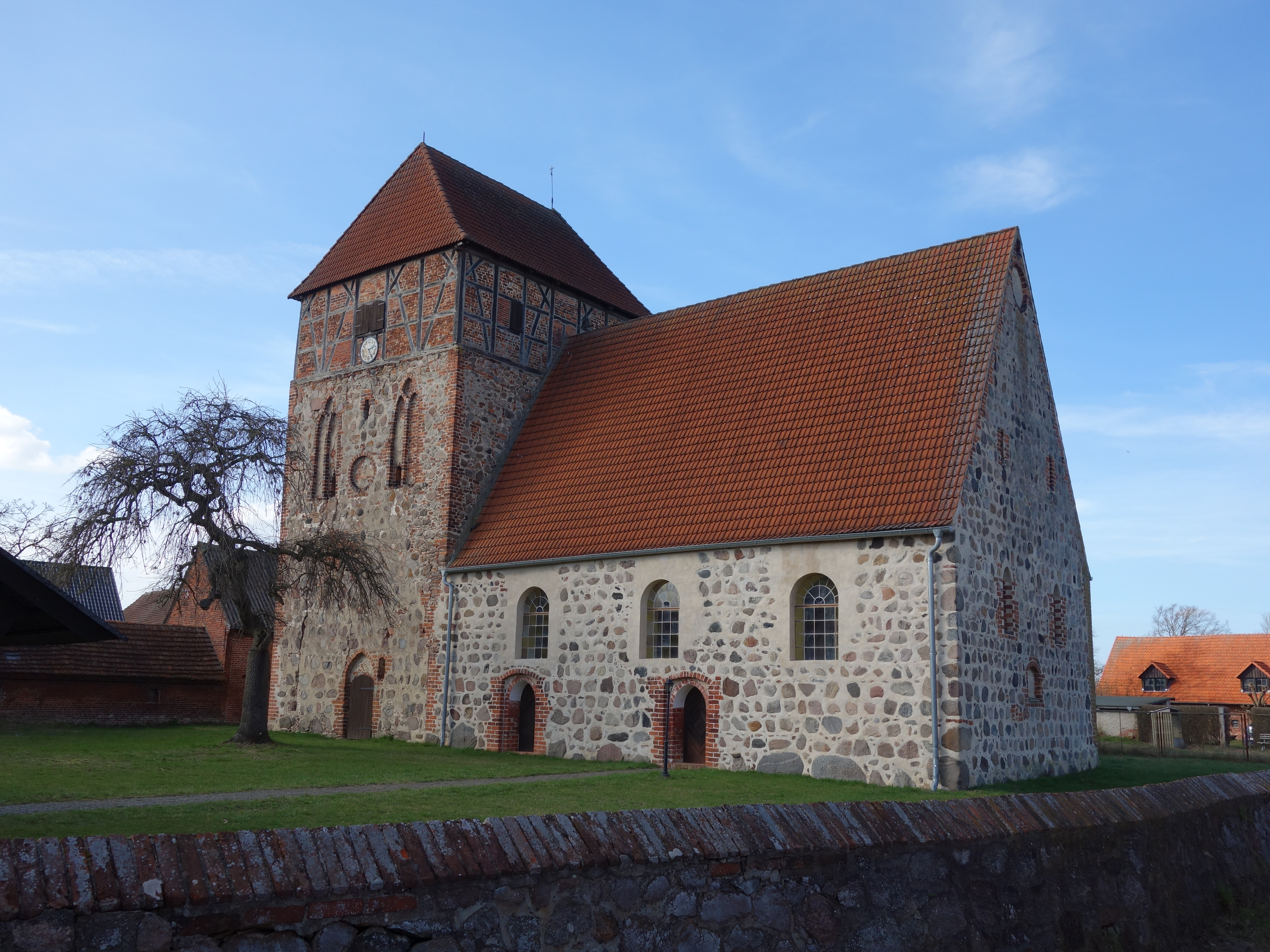
Dorfkirche Vehlin

Die Feldsteinkirche stammt aus dem 14. Jahrhundert. Im Jahr 1804 ist zum Dorf Vehlin, welches damals auch unter der Schreibweise Vellin zu finden war, in einer Landesbeschreibung zum Kyritzischen Kreis in der Prignitz der Mark Brandenburg vermerkt, dass dem Ort ein Lehnschulze, neun Ganz- und vier Halbbauern, zehn Kossäten, elf Büdner, 24 Einlieger und ein Rademacher angehörten. Zudem zählten eine Windmühle, 50 Morgen Holz, 63 Feuerstellen, 335 Menschen, 12 ½ Hufen dazu und eine Mutterkirche. Als Besitzer waren die „von Saldern“ angegeben. Kirchlich wie postalisch war das Dorf dem nahen Kyritz zugeordnet.

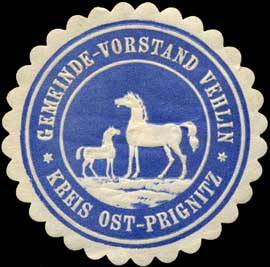
Inoffizielles Siegel von Vehlin

1895 reiste Otto Lilienthal nach Vehlin um nach der Flugtechnik der Störche, welche zu diesem Zeitpunkt stark im Dorf vertreten waren, zu forschen.
Zum 30. Juni 2002 schloss sich Vehlin mit 15 anderen Gemeinden zur Gemeinde Gumtow zusammen. Der Ort hatte damals 83 Einwohner.